# Seleção Portuguesa de Polo Aquático
A Seleção Portuguesa de Polo Aquático Masculino representa Portugal em competições internacionais de polo aquático.

## Melhores classificações
- Jogos Olímpicos - 18º lugar em 1952
- Campeonato Mundial - Nunca participou da competição.
- Liga Mundial de Polo Aquático - Nunca participou da competição.
- Campeonato Europeu - Nunca participou da competição.

## Ligações Externas
- Sitio Oficial (em português)